# ميموسكوب
مابين  1914و1916 ، حصلت شركة AB Dick على براءة اختراع جهاز ميموسكوب. الميموسكوب هو في الأساس عبارة عن طاولة خفيفة ، على سطح زجاجي مضاء كهربائياً قام عليه المشغل بتتبع الرسومات على استنسلات نسخ مطبوعة.أخذ الاستنسل مكان ورقة البحث عن المفقودين. كانت هناك حاجة إلى الضوء الكهربائي لأن الإستنسل كان أثقل وأقل شفافية من الورق الشفاف. تم استخدام الميموسكوب في الكثير من الرسوم التوضيحية وفي الأعمال الترويجية أيضًا ، يمكن رسم التصاميم والخرائط والخطط بسهولة ونسخها للإنتاج والتوزيع السريع ، يمكن للعملاء إضافة هذه المرئيات إلى تعليماتهم أو إعلاناتهم. والناس الذين ليس  لديهم الوقت كافي للقراءة المستند بأكمله سيظلون قادرين على الاطلاع عليه ومعرفة ما يدور حوله بسرعة.